# Камдън (окръг, Джорджия)
Вижте пояснителната страница за други значения на Камдън.
Окръг Камдън (на английски: Camden County) е окръг в щата Джорджия, Съединени американски щати. Площта му е 2028 km², а населението - 45 118 души. Административен център е град Удбайн.